# Barclays Bank (Deutschland)

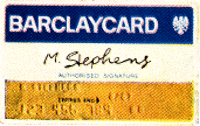
Design der Barclaycard zwischen 1966 und 1983

Die Barclays Bank Ireland plc, Zweigniederlassung Hamburg, Deutschland mit Verwaltungssitz in Hamburg war eine Zweigniederlassung der irischen Barclays Bank Ireland plc, welche wiederum eine Tochtergesellschaft der britischen Barclays plc ist. 1991 eröffnete Barclays seine erste Auslandsniederlassung, die heutige Hamburger Niederlassung, wo rund 650 Mitarbeiter arbeiten. Das deutsche Privatkundengeschäft hat Barclays zum 31. Januar 2025 an die österreichische BAWAG verkauft, die die Marke Barclays in Deutschland zunächst in Lizenz weiter nutzt.

## Kreditkarten und Kredite
Mit nach eigenen Angaben 1,4 Millionen herausgegebenen Kreditkarten unter dem Label Barclaycard ist Barclays in Deutschland einer der größten Anbieter. Die Angebotspalette beinhaltet eine grundgebührfreie Visa-Karte, eine Visa Gold mit Grundgebühr, das Kartendoppel Platinum Double sowie «for Students» und ein Co-Branding mit Eurowings. Die Kreditkarten funktionieren nach dem Prinzip des revolvierenden Kredits, ähnlich einem Dispositionskredit, wobei der Kredit nicht kostenpflichtig genutzt werden muss. Seit Mai 2008 bietet Barclays zudem Ratenkredite für Privatkunden und Selbständige an – zusätzlich zu weiteren Kreditformen für Privatkunden.

## Spareinlagen
Im Januar 2012 stieg Barclays auf dem deutschen Markt in die Sparte der Spareinlagen mit einem Tagesgeldkonto ein. Neben dem Tagesgeldkonto werden auch Festgeldkonten mit Laufzeiten von einem bis fünf Jahren angeboten.

## Sponsoring

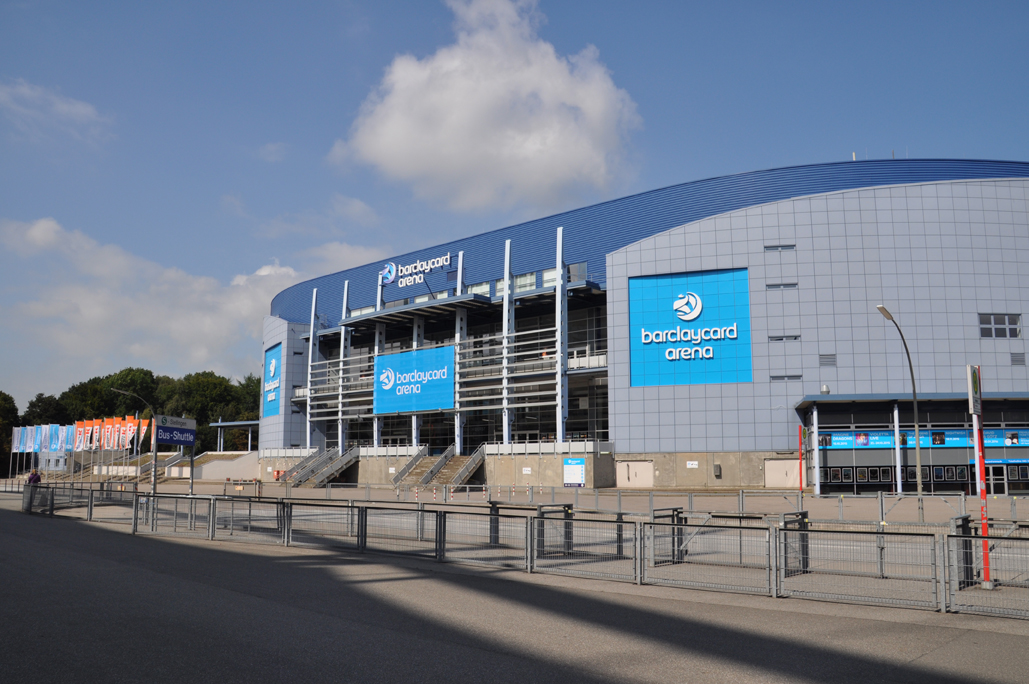
Barclays Arena von außen

Seit Juli 2015 trägt eine Hamburger Multifunktionsarena den Namen Barclaycard Arena. Die Namensrechte sind auf zehn Jahre angelegt. In der Arena wurden die Spiele der Eishockeymannschaft Hamburg Freezers ausgetragen. Die Stadt Hamburg erwartet 1,4 Millionen Besucher pro Jahr. Seit Herbst 2021 heißt die Arena Barclays Arena.